# Nuntași, Constanța
Nuntași (în trecut Duingi, în turcă Düğüncü) este un sat în comuna Istria din județul Constanța, Dobrogea, România. La recensământul din 2002 avea o populație de 1196 locuitori. Se situează la 11 km de cetatea Histria, situată pe drumul ce face legătura dintre drumul județean Năvodari-Mihai Viteazu și DN 22 Constanța-Tulcea.